# MorphOS
MorphOSはオペレーティングシステム (OS)の一種。プロプライエタリな部分とオープンソースの部分を組み合わせて構成されたOSで、PegasosというPowerPCプロセッサベースのコンピュータ、PowerPCアクセラレータを搭載したAmigaコンピュータ、EFIKAやmobileGTなどの Genesi ファームウェアを搭載したボードで動作する。中核部はQuarkマイクロカーネルと呼ばれるプロプライエタリなソフトウェアだが、ライブラリや他の部分にはオープンソースも活用している（例えばAmbientデスクトップインタフェース）。

## 特徴とバージョン
フリースケールとIBMの開発したPowerPC向けに開発されたOSで、MC680x0向けのAmigaOS用アプリケーションは独自のタスクベースのエミュレータで動作させ、AmigaOneなどのPowerPC版AmigaOS用アプリケーションはAPIラッパー経由で動作させる。APIは AmigaOS 3.1 互換で、GUIはMUIをベースとしている。
Pegasos で動作するバージョン以外に、AmigaにPhase5製のPowerPCアクセラレータカード PowerUP を装備したマシン向けのバージョンもある。このバージョンは無料で利用可能だが、登録していないと2時間毎に動作が低速になる。登録は無料である。PowerUP MorphOS の最新版は2006年2月23日にリリースされているが、Pegasos版以上の機能は提供していない。
EFIKA向けのMorphOSもある。EFIKAはフリースケール製 MPC5200B PowerPC を搭載した小型で低消費電力の基板で、ドイツで公開された。EFIKAは MorphOS 2.0 以降でサポートされている。

## コンポーネント
- ABox - APIモジュール。68kとのバイナリ互換性（JITエミュレーションモジュール Trance を使用）とPowerPC版Amigaとのバイナリ互換（PowerUPとWarpOS）を提供。ABoxの一部はAROSに基づいている。
- AHI - オーディオシステム
- Ambient desktop - デフォルトのデスクトップ環境
- CyberGraphX - グラフィックスシステム
- Magic User Interface - 主たるGUIツールキット
- TinyGL - OpenGL実装とWarp3Dエミュレーション
- Trance JIT - 68kアプリケーション用JITコードトランスレータ
- Quark - ハードウェアに近い部分の管理

## 歴史
このプロジェクトは1999年、Quarkマイクロカーネルをベースとして始まった。初期のバージョンは68k版AmigaにPowerPCアクセラレータカードを搭載したマシンでのみ動作し、完全に機能させるにはAmigaOSの一部を必要とした。2002年、bPlan と Thendic-France という企業の協業により、MorphOSとLinuxが動作するPegasosコンピュータが完成。2003年にはラスベガスのCESなど世界各地の展示会やコンベンションでの公開が行われた。Thendic-France は財政問題によりつぶれたが、協業関係は新たにGenesiの名称で継続された。
2003年から2004年にかけてMorphOS開発チーム内で激しい論争が起き、ある開発者がGenesiから給料が支払われないという理由で同社を告訴するという事態に発展した。結果として Ambient デスクトップインタフェースはGPLでリリースされることになり、現在は独立したチームが活発に開発を続けている。GPLでは商用利用を禁止できないので、Ambientは今も商用のMorphOS製品に含まれている。MorphOS用デスクトップの代替としてScalosがある。
2008年4月1日、MorphOS 2.0 が2008年第2四半期にリリースされることが発表された。実際に MorphOS 2.0 がリリースされたのは同年6月30日の23:59（CET）で、ぎりぎりで約束を守った。この新バージョンには、前回のリリースで脱落したネイティブのTCP/IPスタック、ウェブブラウザSputnikの更新、AltiVecサポート、GUI用3Dレイヤ、USBコンポーネントの更新、マルチメディア関連の強化などが含まれていた。また、EFIKA、Pegasos I、Pegasos II をサポート。MorphOS 2.0 は1台あたり150EURで販売された（リリース直後2週間は特別価格111.11EUR）。全機能が有効なデモ版もダウンロード可能だが、登録しない場合30分経過すると使えないほどに低速になる。
2008年9月5日、MorphOS 2.1 がリリースされた。多数のバグが修正され、EFIKAのオーディオ機能をサポートしている。同年12月20日、MorphOS 2.2 がリリースされた。多数のバグ修正と共に、TrueCrypt互換のディスク暗号化スイートといくつかの機能が追加された。
MorphOSにはネイティブのTCP/IPスタック (Netstack) とウェブブラウザ (Sputnik) がある。Sputnik は Cascading Style Sheets (CSS) をサポートするなど最近の機能を取り入れた部分はあるが、Flashに対応していないなど、一般的なウェブブラウザに比べると劣る面も多い。Sputnikはコミュニティでの開発の補助金制度の対象とされた。他にも例えばフリーな別のTCP/IPスタック MOSNet も補助金制度で開発された。SputnikはKHTMLブラウザの移植であり、S60 Webkit をベースとしている。最初のSputnikは2006年11月11日にリリースされ、MorphOS 2.0 に最新版が同梱された。